# Разгорце
Разгорце (словен. Razgorce) — поселення в общині Войник, Савинський регіон, Словенія. 
Висота над рівнем моря: 328,1 м.